# Diffa
Diffa ist die Hauptstadt der gleichnamigen Region Diffa in Niger. Sie hat rund 56.000 Einwohner.

## Geographie

### Lage

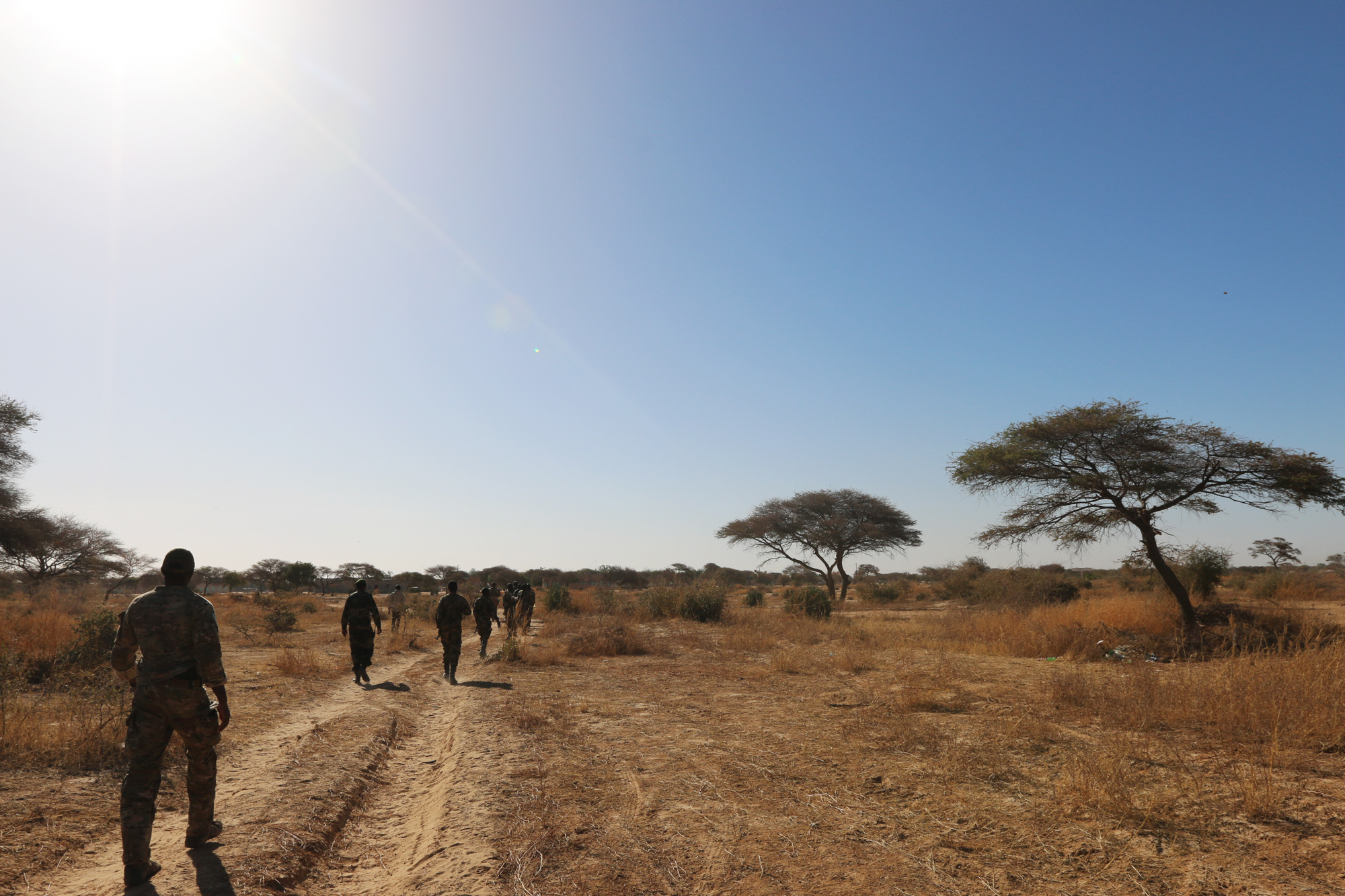
Soldaten in der Landschaft der Gemeinde Diffa (2017)

Diffa liegt in der Landschaft Manga im Südosten des Landes in der Sahelzone. Die Stadt grenzt im Westen an die Gemeinde Chétimari, im Norden und Osten an die Gemeinde Gueskérou und im Süden an den Bundesstaat Borno im Nachbarland Nigeria. Die Grenze zu Nigeria wird über eine Länge von 20 km vom Fluss Komadougou Yobé gebildet. In geologischer Hinsicht liegt die Stadt in einem dem Erdzeitalter Quartär zugerechneten Gebiet. Nördlich des Stadtzentrums befindet sich die Tonebene Kadzell.

### Stadtgliederung
Die Gemeinde erstreckt sich über eine Fläche von etwa 229 km² und besteht aus einem urbanen und einem ländlichen Gemeindegebiet. Das urbane Gemeindegebiet ist in sieben Stadtviertel gegliedert. Diese heißen Adjiméri, Afounori, Diffa Koura, Festival, Nouveau Carré, Quartier Résidentiel und Tchariram. Bei den Siedlungen im ländlichen Gemeindegebiet handelt es sich um 17 Dörfer, 20 Weiler und die Wasserstelle Poundou Abdou. Die nach Einwohnern größten Dörfer sind Lada, Bagara, Kayowa und Mamari.

### Klima
Diffa ist vom Klima der Sahelzone geprägt. Die durchschnittliche jährliche Niederschlagsmenge liegt zwischen 200 mm und 300 mm, wobei es große Schwankungen gibt und längeres Ausbleiben das Vordringen der Wüste Sahara aus dem Norden begünstigt. Die kurze Regenzeit dauert üblicherweise von Juli bis September. In der Trockenzeit herrschen von Oktober bis Februar Temperaturen von 6 °C bis 25 °C und von März bis Juni Temperaturen von 33 °C und 46 °C vor.
Lokal werden vier Jahreszeiten unterschieden: Binoum (die kalte Jahreszeit von November bis Februar), Bé (die warme Jahreszeit von März bis Juni), Nanguiri (die Regenzeit von Juli bis September) und Biyila (die Erntezeit von September bis Oktober).
Die synoptische Wetterstation im Stadtzentrum wurde 1951 in Betrieb genommen.
|                        | Jan  | Feb  | Mär  | Apr  | Mai  | Jun  | Jul  | Aug  | Sep  | Okt  | Nov  | Dez  |   |      |
| Mittl. Temperatur (°C) | 21,7 | 25,0 | 29,0 | 32,6 | 33,6 | 32,6 | 30,0 | 27,8 | 29,5 | 29,9 | 26,6 | 22,5 | ⌀ | 28,4 |
| Mittl. Tagesmax. (°C)  | 29,6 | 33,3 | 37,4 | 40,6 | 40,7 | 38,8 | 35,3 | 32,4 | 35,6 | 36,9 | 34,2 | 30,2 | ⌀ | 35,4 |
| Mittl. Tagesmin. (°C)  | 14,7 | 17,6 | 21,3 | 24,7 | 26,5 | 27,1 | 25,6 | 24,0 | 24,4 | 23,5 | 19,8 | 15,8 | ⌀ | 22,1 |
|                        |      |      |      |      |      |      |      |      |      |      |      |      |   |      |
| Niederschlag (mm)      | 0    | 0    | 0    | 1    | 6    | 15   | 58   | 116  | 36   | 4    | 0    | 0    | Σ | 236  |
|                        |      |      |      |      |      |      |      |      |      |      |      |      |   |      |
| Sonnenstunden (h/d)    | 10,3 | 10,5 | 10,8 | 11,2 | 11,4 | 11,5 | 10,8 | 9,6  | 10,6 | 10,6 | 10,4 | 10,2 | ⌀ | 10,7 |
|                        |      |      |      |      |      |      |      |      |      |      |      |      |   |      |
| Regentage (d)          | 0    | 0    | 0    | 0    | 1    | 3    | 8    | 11   | 6    | 1    | 0    | 0    | Σ | 30   |
|                        |      |      |      |      |      |      |      |      |      |      |      |      |   |      |
| Luftfeuchtigkeit (%)   | 18   | 13   | 9    | 11   | 21   | 38   | 56   | 71   | 57   | 28   | 19   | 20   | ⌀ | 30,2 |

| 14,7 |

| 17,6 |

| 21,3 |

| 24,7 |

| 26,5 |

| 27,1 |

| 25,6 |

| 24,0 |

| 24,4 |

| 23,5 |

| 19,8 |

| 15,8 |

| 14,7 |

| 17,6 |

| 21,3 |

| 24,7 |

| 26,5 |

| 27,1 |

| 25,6 |

| 24,0 |

| 24,4 |

| 23,5 |

| 19,8 |

| 15,8 |

| N i e d e r s c h l a g | 0   | 0   | 0   | 1   | 6   | 15  | 58  | 116 | 36  | 4   | 0   | 0   |
|                         | Jan | Feb | Mär | Apr | Mai | Jun | Jul | Aug | Sep | Okt | Nov | Dez |

### Fauna und Flora
Der Fluss Komadougou Yobé in Diffa ist ein Lebensraum für Affen und Vögel, darunter Zugvögel von der Südhalbkugel, aus dem Mittelmeerraum und aus Europa. Im Norden der Gemeinde finden sich Reptilien, Nagetiere und Insekten wie Schmetterlinge und Bienen.
Zu den Bäumen im Flussgebiet zählen Diospyros mespiliformis, Doumpalmen und Tamarindenbäume, zu jenen im nördlichen Gemeindegebiet gepflanzte Niembäume sowie wild wachsende Akazien, Anabäume, Bauhinien und Wüstendatteln. Im Norden gedeihen zudem die Sträucher Boscia senegalensis, Leptadenia pyrotechnica und Oscher sowie die Gräser Alysicarpus ovalifolius, Brachiaria und Cenchrus biflorus.

## Geschichte
Die erste Schule in Diffa wurde 1948 eingerichtet. Ihr erster Direktor war der spätere Außenminister Boukary Sabo. Noch bis in die 1960er Jahre war Diffa ein kleines Dorf. Im seit 1960 unabhängigen Niger wurde am 17. Juli 1964 eine umfassende Verwaltungsreform erlassen. Die Rolle einer Hauptstadt des neuen im Südosten des Landes entstandenen Departements war zwischen Maïné-Soroa und N’Guigmi strittig, den beiden damals bedeutendsten Städten in der Region. Als Kompromiss fiel die Wahl auf das Dorf Diffa.
Die neue Regionalhauptstadt begann kontinuierlich zu wachsen. Zusätzlich zu den ältesten Ortsteilen Diffa-Koura und Affounori entstanden weitere Wohnviertel. Im Jahr 1979 fand erstmals die nationale Meisterschaft in der lutte traditionnelle, einer in Niger beliebten Kampfsportart, in der Stadt statt. Diffa erhielt 1985 als zwölfter Ort in Niger den Status einer eigenständigen Gemeinde (commune).
In einem bereits 1996 beschlossenen, aber erst 2000 nach der Wahl Mamadou Tandjas zum Präsidenten des Landes umgesetzten Gesetz zur Dezentralisierung wurde das bisherige Departement Diffa zur Region mit erweiterten Kompetenzen umgewandelt. Die Hauptstadt wurde von einer Gemeinde (commune) zu einer Stadtgemeinde (commune urbaine) erhoben.
Wegen der Aktivitäten der dschihadistischen Terrorgruppe Boko Haram flüchteten ab Mai 2013 etwa 150.000 Menschen aus dem Nachbarland Nigeria nach Diffa. Im Dezember 2014 brach eine Choleraepidemie in der Stadt aus. Boko Haram griff am 8. Februar 2015 erstmals Diffa an. Menschen flüchteten aus der Stadt Richtung Westen nach Foulatari, Goudoumaria, Gouré, Maïné-Soroa, N’Guelbély und Soubdou sowie in die weiter entfernten Großstädte Maradi und Niamey. In der Gemeinde Diffa selbst lebten Ende 2016 7.397 Kinder und Jugendliche im Alter von 4 bis 19 Jahren, die Flüchtlinge, Rückkehrer oder Binnenvertriebene waren. In der gesamten Region Diffa waren im Januar 2021 vom UNHCR knapp 270.000 von Zwangsmigration betroffene Personen erfasst. Davon waren 47 % Flüchtlinge und 39 % Binnenvertriebene. Bei 78 % handelte es sich um Frauen und Kinder. In der Stadtgemeinde Diffa lebten dabei rund 77.000 dieser Menschen, immer noch mehr als in jeder anderen Gemeinde in der Region Diffa.

## Bevölkerung

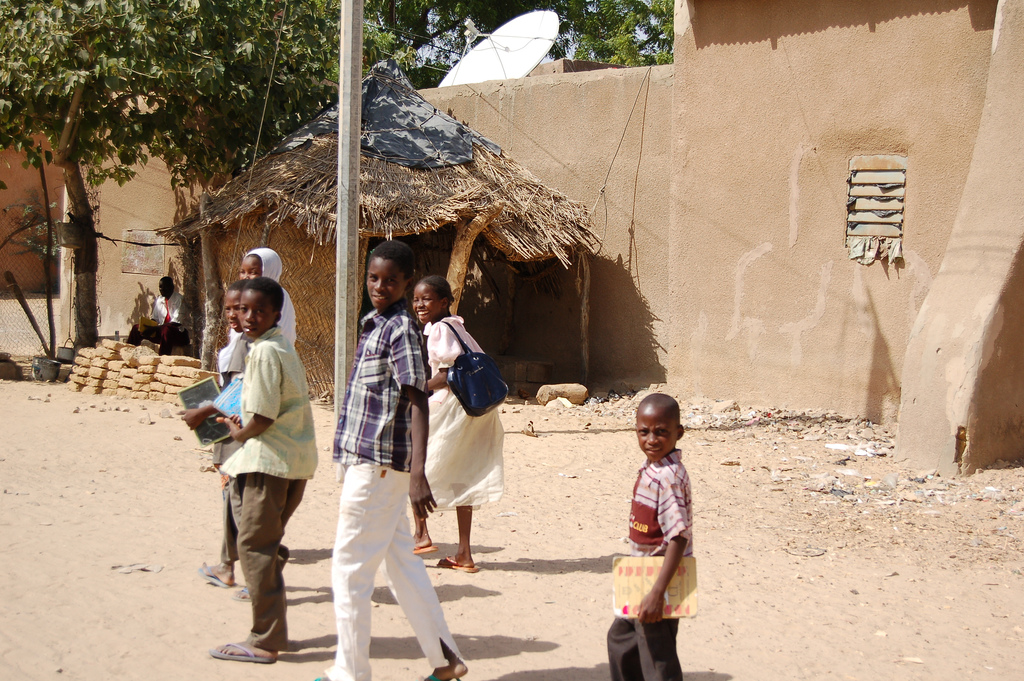
Schulkinder in Diffa (2006)

Bei der Volkszählung 2012 hatte die Stadtgemeinde 56.437 Einwohner, die in 8.922 Haushalten lebten. Bei der Volkszählung 2001 betrug die Einwohnerzahl 33.988 in 6.157 Haushalten.
Das urbane Gemeindegebiet hatte bei der Volkszählung 2012 39.960 Einwohner in 6.327 Haushalten, bei der Volkszählung 2001 23.409 in 4.099 Haushalten und bei der Volkszählung 1988 13.370 in 2.742 Haushalten. Bei der Volkszählung 1977 waren es 4.253 Einwohner.
In ethnischer Hinsicht ist die Gemeinde ein Siedlungsgebiet von Mober, Hausa und Fulbe.

## Politik und Justiz

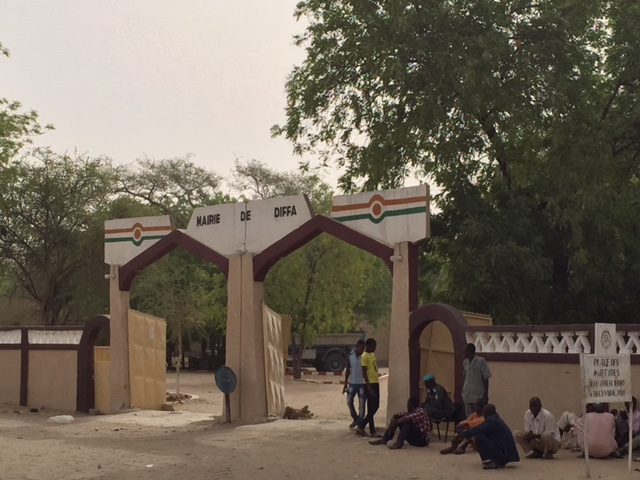
Tor des Rathauses von Diffa (2015)

Der Gemeinderat (conseil municipal) hat 16 Mitglieder. Mit den Kommunalwahlen 2020 sind die Sitze im Gemeinderat wie folgt verteilt: 5 PNDS-Tarayya, 3 ADN-Fusaha, 3 MODEN-FA Lumana Africa, 1 MNSD-Nassara, 1 MPN-Kiishin Kassa, 1 MPR-Jamhuriya, 1 PDP-Daraja und 1 RDR-Tchanji. Zur Bürgermeisterin von Diffa wurde 2021 Barmou Asmaou Kanta (PNDS-Tarayya) gewählt.
Jeweils ein traditioneller Ortsvorsteher (chef traditionnel) steht an der Spitze von 16 Dörfern in der Gemeinde.
Diffa ist der Sitz eines Tribunal de Grande Instance, eines der landesweit zehn Zivilgerichte der ersten Instanz. Die Haftanstalt Diffa hat eine Aufnahmekapazität von 100 Insassen.

## Kultur und Sehenswürdigkeiten

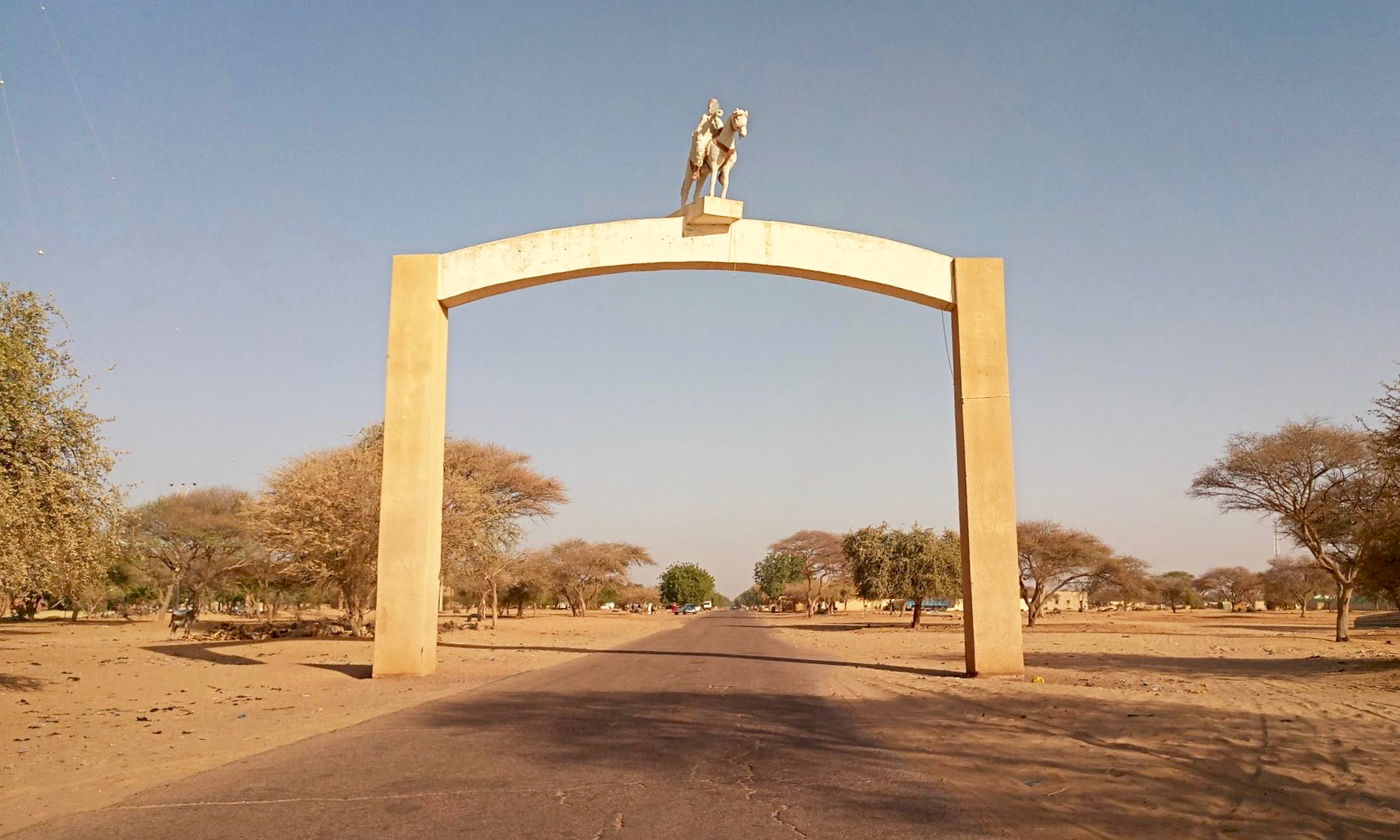
Westliche Stadteinfahrt mit Pferdeskulptur an der Nationalstraße 1 (2018)

Die Maison de la Culture ist ein staatliches Kulturzentrum, das seit 1981 besteht und zu dem eine Bibliothek gehört. An der Stadteinfahrt von Diffa befindet sich eine Pferdeskulptur, die sich auf die Kultur der Tubu bezieht. Sie ist ein Werk des Bildhauers Issoufou Lankondé.
Die Bevölkerung gehört mehrheitlich dem Islam an. Die kleine römisch-katholische Gemeinde wird von der 1971 gegründeten Pfarre N’Guigmi-Diffa mit Sitz in N’Guigmi betreut.
Diffa ist ein Hauptschauplatz im 1955 erschienenen Roman La grande fauve von Christian Chéry.

## Wirtschaft und Infrastruktur

### Wirtschaft

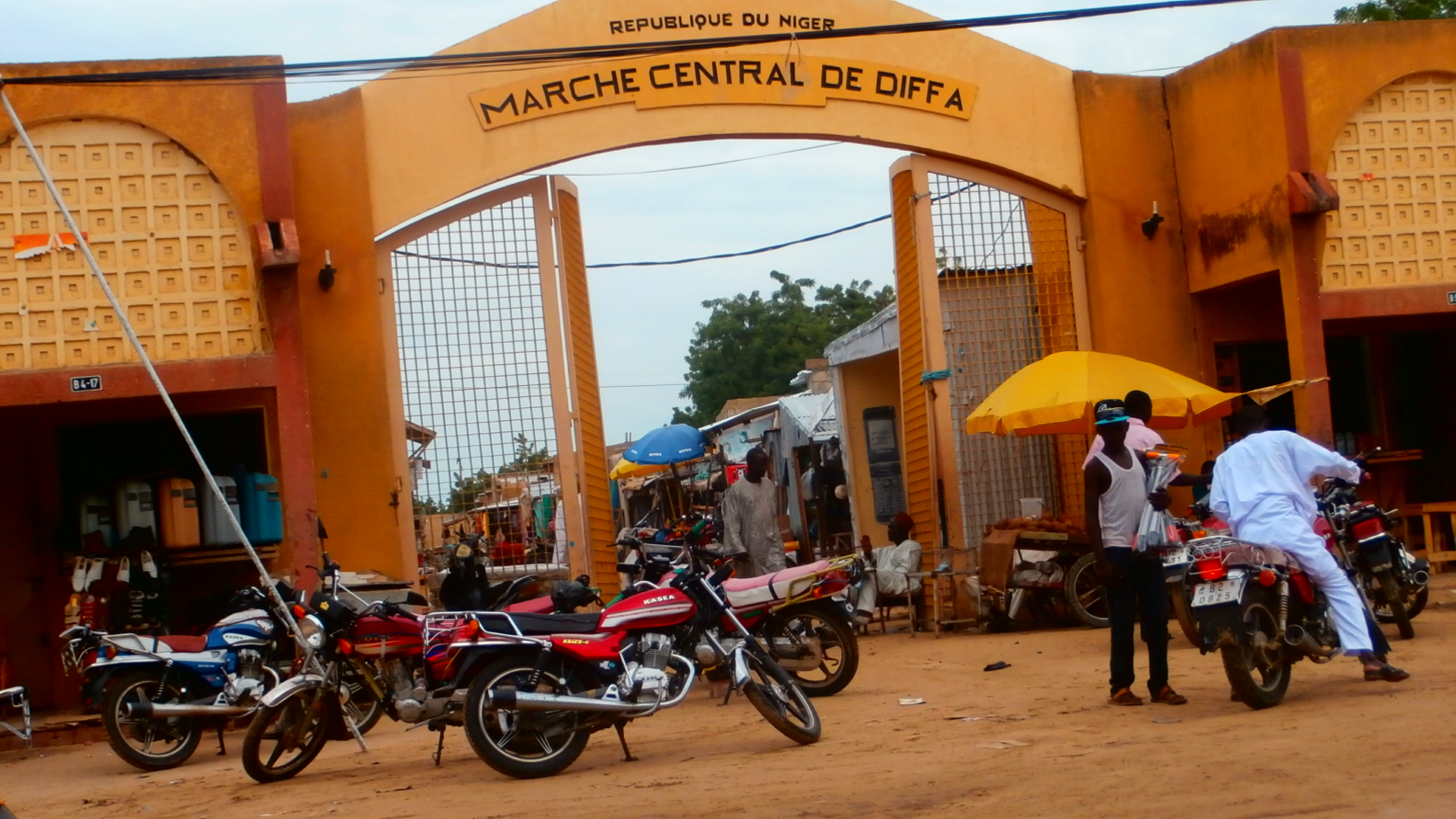
Wochenmarkt Marché Central in Diffa (2013)

Besonders für die informelle Wirtschaft ist Diffa ein wichtiges Zentrum für den Handel mit Nigeria und der Nachbarregion Zinder. Die meistgebrauchte Währung ist der Naira des Nachbarlands Nigeria. Auf dem Wochenmarkt werden vor allem Lebensmittel angeboten.
Diffa ist ein wichtiger Umschlagplatz für roten Paprika, der wegen seines hohen Marktwerts auch als „rotes Gold“ bezeichnet wird. Der Paprika wird im Departement auf einem schmalen Landstreifen entlang des Komadougou Yobé angebaut und in getrockneter Form bis nach Nigeria sowie Zinder, Maradi und Niamey weiterverkauft. Potentiell gefährdet ist der Paprika-Anbau durch Krankheiten der Pflanzen, durch geringe Niederschläge und durch niedrigen Wasserstand am Komadougou Yobé, der durch nigerianische Dämme wie am Tiga-Stausee entstehen kann. Der Norden des ländlichen Gemeindegebiets ist für die Weidewirtschaft geeignet. Zu den in Diffa gehaltenen Nutztieren zählen Rinder, Schafe, Ziegen, Kamele und Geflügel.
Zum in der Stadt praktizierten Handwerk zählen das Gerben, das Korbmachen, das Töpfern, das Schmieden und das Tischlern.

### Gesundheit und Bildung
Im Stadtzentrum sind mehrere Gesundheitseinrichtungen vorhanden, darunter ein Regionalkrankenhaus. Im ländlichen Gemeindegebiet gibt es Gesundheitszentren des Typs Centre de Santé Intégré (CSI) in den Siedlungen Bagara und Lada.

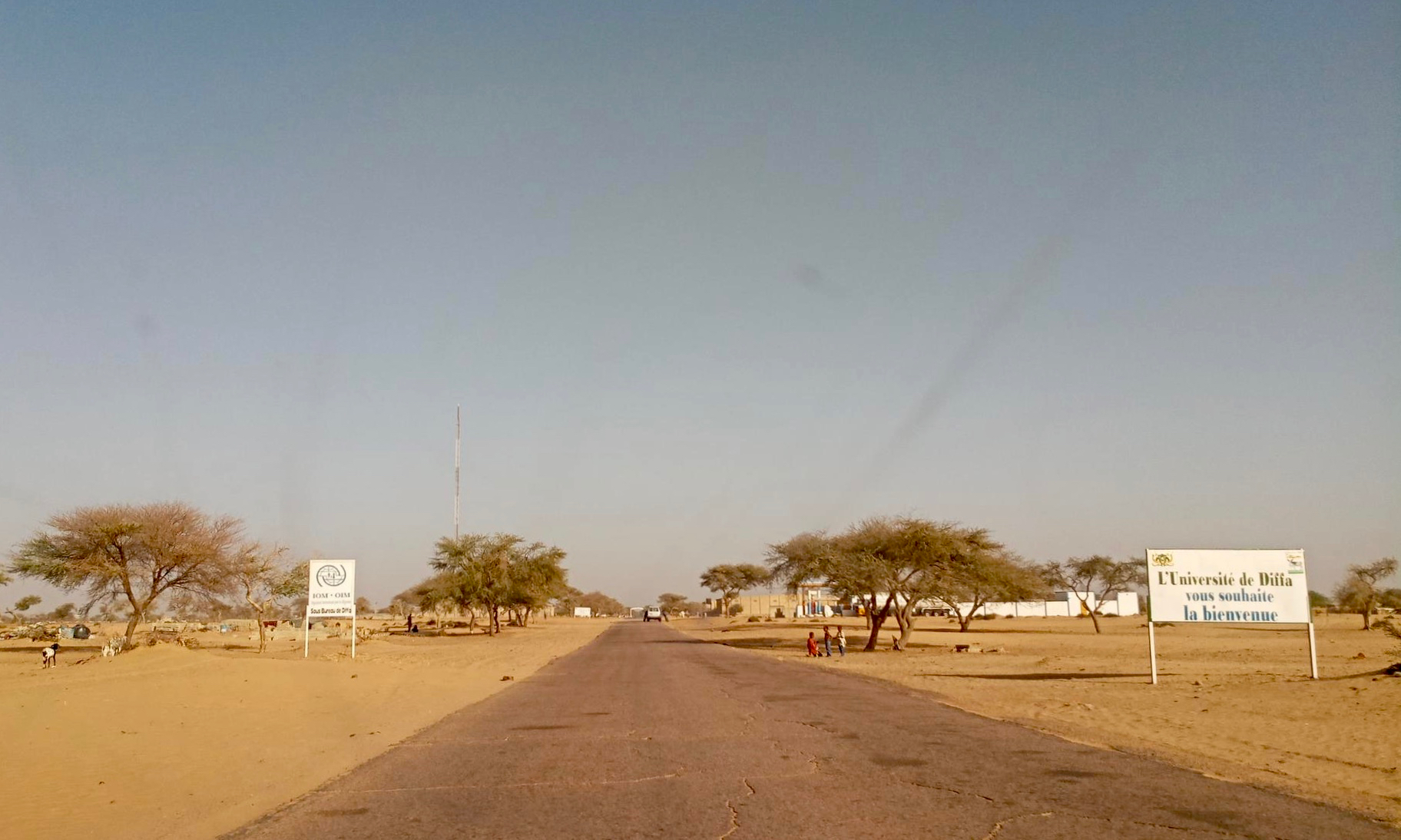
Willkommensschild der Universität Diffa an der Nationalstraße 1 (2018)

Die staatliche Universität Diffa mit einem Schwerpunkt auf Umwelt und Ökologie wurde 2014 gegründet. In der Stadt befindet sich ein Stützpunkt des staatlichen agronomischen Forschungsinstituts Institut National de Recherches Agronomiques du Niger (INRAN). Das Berufsausbildungszentrum Centre de Formation aux Métiers de Diffa (CFM Diffa) bietet Lehrgänge in Metallbau, familiärer Wirtschaft und Tischlerei an. Die Lehrgänge des Berufsausbildungszentrums Centre de Formation Professionnelle et Technique de Diffa (CFPT Diffa) sind Ackerbau, Metallbau, Bau und Tischlerei. Die Ecole Normale d’Instituteurs de Diffa (ENI Diffa) ist eine Lehrerbildungsanstalt. Am Institut Supérieur de Santé (ISS) werden Diplomkrankenpfleger ausgebildet.
Es gibt mehrere allgemein bildende Schulen der Sekundarstufe in der Stadt: Der CEG 1 Diffa und CEG 3 Diffa gehören zum Schultyp Collège d’Enseignement Général (CEG), während es sich beim CES FA Diffa um ein Collège d’Enseignement Secondaire Franco-Arabe (CES FA) mit Fokus auf die arabische zusätzlich zur französischen Sprache handelt. An der berufsbildenden Mittelschule Lycée Technologique werden Elektroingenieurswesen und Petrochemie unterrichtet. Der Collège d’Enseignement Technique de Diffa (CET Diffa) ist eine technische Fachschule.
Im Jahr 2010 gab es in Diffa 175 Grundschulen, davon waren zwei Privatschulen. Auf einen Grundschullehrer kamen durchschnittlich 26 Schüler (landesweit 39).

### Verkehr

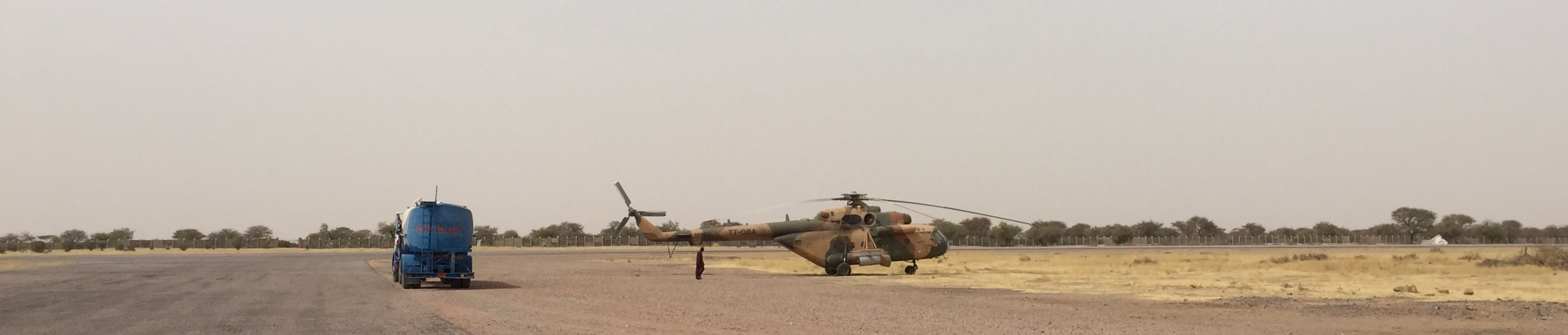
Lastwagen und Hubschrauber am Flughafen Diffa (2015)

Durch die Stadt verläuft die Nationalstraße 1, die 1976 bis Diffa verlängert und 1986 im Stadtgebiet erneuert wurde. Im Zentrum zweigt die Nationalstraße 41 ab, die zur Staatsgrenze mit Nigeria führt. In Diffa befindet sich ein ziviler Flughafen, der Flughafen Diffa (ICAO-Code: DRZF).

## Persönlichkeiten
- Daouda Marthé (* 1959), Politiker
- Mamane Oumarou (* 1945), Politiker und Diplomat, Premierminister Nigers